# Alessia Pezone
Alessia Pezone (Frascati, 23 aprile 1993) è una nuotatrice artistica italiana.

## Carriera
Alessia Pezone ha vinto a livello giovanile due medaglie di bronzo nel libero combinato agli Europei juniores di Tampere 2010 e di Belgrado 2011. Poi ha gareggiato ai Mondiali di Barcellona 2013, ottenendo con la nazionale italiana il sesto posto nel libero combinato.
Rientrata nel 2017 tra le sincronette titolari, ha preso parte ai Mondiali di Budapest 2017 disputando il programma libero della gara a squadre (5º posto) e il libero combinato (4º posto). L'anno seguente ha vinto complessivamente tre medaglie agli Europei di Glasgow 2018, consistenti in un argento vinto nel libero combinato e due bronzi nei programmi libero e tecnico della gara a squadre.
Alessia Pezone ha fatto parte della squadra italiana che ai Mondiali di Gwangju 2019 ha conquistato la prima storica medaglia iridata a squadre classificandosi seconda nell'highlight, routine di nuova introduzione nei campionati, dietro l'Ucraina e davanti alla Spagna.

## Palmarès
- Mondiali

Gwangju 2019: argento nell'highlight.
- Europei

Glasgow 2018: argento nel libero combinato, bronzo nella gara a squadre (programma tecnico e libero).
- Europei giovanili

Tampere 2010: bronzo nel libero combinato.
Belgrado 2011: bronzo nel libero combinato.